# Madumabisa Mudstones
De Madumabisa Mudstones is een geologische formatie in Zambia die afzettingen uit het Laat-Perm omvat. Het ligt in de vallei van de rivier de Luangwa. 
De Madumabisa Mudstones vertoont in de gevonden fossielen overeenkomsten met de Usili-formatie in Tanzania en de Cistecephalus-faunazone van de Zuid-Afrikaanse Beaufortgroep. De paleofauna bestaat met name uit dicynodonten zoals Oudenodon, Pristerodon, Endothiodon en Diictodon. Daarnaast zijn er fossielen gevonden van onder meer de gorgonopsiër Aelurognathus en de cynodont Procynosuchus.